# Milan Trajković
Milan Trajković en serbio: Милан Трајковић, en griego: Μίλαν Τραΐκοβιτς; Surdulica, Yugoslavia, 17 de marzo de 1992) es un deportista chipriota de origen serbio que compite en atletismo, especialista en las carreras de vallas.
En los Juegos Europeos de Cracovia 2023 consiguió una medalla de plata en la prueba de 110 m vallas. Ganó una medalla de oro en el Campeonato Europeo de Atletismo en Pista Cubierta de 2019, en la prueba de 60 m vallas.
Participó en dos Juegos Olímpicos de Verano, en los años 2016 y 2020, ocupando el séptimo lugar en Río de Janeiro 2016, en la prueba 110 m vallas. Fue el abanderado de Chipre en los Juegos Olímpicos de Tokio 2020 y París 2024.
Fue el abanderado de Chipre en la ceremonia de apertura de los Juegos Olímpicos de París 2024 junto con la atleta Elena Kulichenko.

## Palmarés internacional
| Juegos Europeos                      | Juegos Europeos       | Juegos Europeos  | Juegos Europeos |
| Año                                  | Lugar                 | Medalla          | Prueba          |
| ------------------------------------ | --------------------- | ---------------- | --------------- |
| 2023                                 | Chorzów (Polonia)     | Medalla de plata | 110 m vallas    |
| Campeonato Europeo en Pista Cubierta |                       |                  |                 |
| Año                                  | Lugar                 | Medalla          | Prueba          |
| 2019                                 | Glasgow (Reino Unido) | Medalla de oro   | 60 m vallas     |